# ماساهیرو یاناگیدا
ماساهیرو یاناگیدا (انگلیسی: Masahiro Yanagida؛ زادهٔ ۶ ژوئیهٔ ۱۹۹۲) بازیکن والیبال اهل ژاپن عضو تیم ملی ژاپن است.
از باشگاه‌هایی که در آن بازی کرده‌است می‌توان به سانتوری سانبیردز اشاره کرد.